# Comuna Radulîn, Baranivka
Radulîn (în ucraineană Радулинська сільська рада) este o comună în raionul Baranivka, regiunea Jîtomîr, Ucraina, formată din satele Radulîn (reședința) și Zelenîi Hai.

## Demografie
Componența lingvistică a satului Radulîn
     Ucraineană (99,84%)
     Alte limbi (0,16%)
Conform recensământului din 2001, majoritatea populației satului Radulîn era vorbitoare de ucraineană (99,84%), existând în minoritate și vorbitori de alte limbi.